# Jordan Nwora
Jordan Nwora, né le 9 septembre 1998, à Buffalo, New York, est un joueur américano-nigérian de basket-ball. Il mesure 1,98 m et évolue au poste d'ailier voire d'ailier fort.

## Biographie

### Carrière universitaire
En 2017, Nwora rejoint l'université de Louisville et intègre l'équipe des Cardinals de Louisville. Durant la saison 2017-2018, il a des moyennes de 5,7 points, 2,2 rebonds et 0,4 passe décisive par match.
Durant sa saison de sophomore, la seconde année universitaire, Nwora devient un titulaire permanent dans l'équipe après les cinq premiers matches de la saison 2018-2019. Sur l'année il a des moyennes de 17,0 points, 7,7 rebonds, 1,3 passe décisive. Il est désigné comme étant le joueur ayant le plus progressé (Most Improved Player) de la conférence ACC et le second sur l'ensemble de la NCAA.

### Carrière professionnelle

#### Bucks de Milwaukee (2020-2023)
Fin novembre 2020, il signe un contrat de deux saisons en faveur des Bucks de Milwaukee.

#### Pacers de l'Indiana (février 2023-janvier 2024)
En février 2023, il est transféré aux Pacers de l'Indiana dans un échange à trois équipes avec les Nets de Brooklyn et Bucks de Milwaukee.

#### Raptors de Toronto (janvier-avril 2024)
Le 17 janvier 2024, il est transféré aux Raptors de Toronto avec Bruce Brown et Kira Lewis Jr. contre Pascal Siakam.

#### Anadolu Efes (depuis 2024)
En août 2024, il quitte la NBA et rejoint l'Anadolu Efes.

### Sélection nationale
Nwora est appelé à faire partie des D'Tigers, l'équipe nationale du Nigéria, pour participer aux qualifications à la coupe du monde 2019 à Lima entre le 28 et 30 juin 2018, par son père Alexander Nwora qui est l'entraîneur de l'équipe. Durant ce tournoi, il a des moyennes de 21,7 points, 8 rebonds et 2,7 passes décisives par match. Durant les matches de qualification au Lagos, Nwora marque 36 points contre le Mali pour être le meilleur marqueur sur un match dans l'histoire du Nigéria, dépassant le record de 31 points d'Ike Diogu.
Entre le 31 août et le 16 septembre 2019, il participe à la Coupe du monde 2019. Son équipe termine 17e de la compétition.

## Statistiques

### Universitaires
| Saison    | Équipe     | Matchs | Titul. | Min./m | % Tir | % 3pts | % LF | Rbds/m. | Pass/m. | Int/m. | Ctr/m. | Pts/m. |
| --------- | ---------- | ------ | ------ | ------ | ----- | ------ | ---- | ------- | ------- | ------ | ------ | ------ |
| 2017-2018 | Louisville | 28     | 0      | 12,0   | 46,4  | 43,9   | 76,9 | 2,20    | 0,40    | 0,60   | 0,10   | 5,70   |
| 2018-2019 | Louisville | 34     | 29     | 31,9   | 44,6  | 37,4   | 76,5 | 7,60    | 1,30    | 0,90   | 0,40   | 17,00  |
| 2019-2020 | Louisville | 31     | 30     | 33,1   | 44,0  | 40,2   | 81,3 | 7,70    | 1,30    | 0,70   | 0,30   | 18,00  |
| Carrière  | Carrière   | 93     | 59     | 26,3   | 44,5  | 39,4   | 78,5 | 6,00    | 1,00    | 0,80   | 0,20   | 13,90  |

### Professionnelles

#### Saison régulière
| Champion NBA |

| Saison    | Équipe    | Matchs | Titul. | Min./m | % Tir | % 3pts | % LF | Rbds/m. | Pass/m. | Int/m. | Ctr/m. | Pts/m. |
| --------- | --------- | ------ | ------ | ------ | ----- | ------ | ---- | ------- | ------- | ------ | ------ | ------ |
| 2020-2021 | Milwaukee | 30     | 2      | 9,1    | 45,9  | 45,2   | 76,0 | 2,00    | 0,20    | 0,50   | 0,20   | 5,70   |
| 2021-2022 | Milwaukee | 62     | 13     | 19,1   | 40,3  | 34,8   | 83,7 | 3,60    | 1,00    | 0,40   | 0,30   | 7,90   |
| Carrière  | Carrière  | 92     | 15     | 15,9   | 41,5  | 37,0   | 80,9 | 3,10    | 0,70    | 0,40   | 0,30   | 7,20   |

#### Playoffs
| Saison   | Équipe    | Matchs | Titul. | Min./m | % Tir | % 3pts | % LF | Rbds/m. | Pass/m. | Int/m. | Ctr/m. | Pts/m. |
| -------- | --------- | ------ | ------ | ------ | ----- | ------ | ---- | ------- | ------- | ------ | ------ | ------ |
| 2021     | Milwaukee | 5      | 0      | 6,2    | 22,2  | 25,0   | 71,4 | 1,80    | 0,20    | 0,00   | 0,20   | 3,00   |
| 2022     | Milwaukee | 8      | 0      | 2,5    | 22,2  | 0,0    | 0,0  | 0,40    | 0,30    | 0,00   | 0,00   | 0,50   |
| Carrière | Carrière  | 13     | 0      | 3,9    | 22,2  | 16,7   | 55,6 | 0,90    | 0,20    | 0,00   | 0,10   | 1,50   |

## Palmarès

### En club
- Champion NBA en 2021 avec les Bucks de Milwaukee
- Champion de la Conférence Est de la NBA en 2021

### Sélection nationale
- 17e à la Coupe du monde en 2019

### Distinctions personnelles
- Third-team All-ACC (2019)
- ACC Most-Improved Player (2019)
- Third-team All-American – AP, SN, USBWA, NABC (2020)

## Vie privée
Jordan Nwora est le premier fils d'Amy Nwora, une américaine et Alexander Nwora, l'entraîneur de basket-ball de l'Erie Community College et de la sélection nationale du Nigéria. Ses 3 frères et sœurs sont également dans le basket puisque sa sœur Ronni Nwora est une joueuse de basket-ball au lycée Park School de Buffalo, New York.
Durant les matches de qualification à la coupe du monde 2019 au Lagos, Jordan et son père Alexander deviennent les premiers nigérians père et fils à représenter l'équipe nationale en même temps.